# Trần Đạo Tái
Trần Đạo Tái (Chữ Nho: 陳道載; ? – ?), là một tông thất hoàng gia Đại Việt thời nhà Trần trong lịch sử Việt Nam.

## Thân thế
Trần Đạo Tái là con trai thứ của Chiêu Minh vương Trần Quang Khải (1241 – 1294), và là cháu nội của Trần Thái Tông. Ông được triều đình phong tước Văn Túc vương.

## Hành trạng
Trần Đạo Tái từ nhỏ đã nổi tiếng với tài năng văn học. Lời minh văn bia Phụng Dương Công chúa thần đạo bi khen ông là "người tài văn có thể giúp cho chính sự đương thời, tài võ có thể dẹp yên loạn nước". Năm 14 tuổi, Trần Đạo Tái xin được đi thi và đỗ giáp khoa. Năm 1291, ông làm chủ tang cho mẹ mình là Phụng Dương công chúa.
Quan hệ giữa Trần Đạo Tái và vua Trần Nhân Tông rất thân thiết, hơn hẳn các anh em họ khác. Năm 1294, Thái thượng hoàng Trần Nhân Tông đến Hành cung Vũ Lâm, cùng Tuyên Từ thái hậu ngồi thuyền nhỏ vào tham quan hang đá, chỉ mời mỗi ông lên thuyền ngồi. Trước khi xuất gia, Thái thượng hoàng mở tiệc mời riêng ông vào điện Dưỡng Đức, cung Thánh Từ. Đến khi Thượng hoàng xuất gia ở am Ngọa Vân, ông nói: Chí thượng đi chân trần khắp núi sông, ta đã không thể đi theo, lòng nào lên xe xuống ngựa? Từ đó cho đến khi mất ông chỉ đi bộ.
Văn Túc vương Trần Đạo Tái lấy con gái thứ tư của Tĩnh Quốc đại vương Trần Quốc Khang là Bảo Tư công chúa, có một con trai là Thái bảo Trần Văn Bích. Ông được dự kiến là sẽ làm Tể tướng nhưng không may mất sớm. Đại Việt sử ký toàn thư viết là "trời không cho sống lâu", còn Nam Ông mộng lục thì viết là "không may chết khi đoản mệnh", tức khi mất ông chưa quá 30 tuổi.

## Tác phẩm
Trần Đạo Tác sáng tác nhiều thơ văn, nhưng hầu hết đã thất lạc, chỉ còn một bài thơ Thị thượng hoàng yến được chép lại trong Toàn thư và Nam Ông mộng lục.

## Tôn vinh
Ba thế hệ Trần Đạo Tái, Trần Văn Bích cùng Trần Nguyên Đán được sử sách khen ngợi, cho rằng đây là nhờ đức trạch của Chiêu Minh vương.
Tên của ông được đặt cho một con đường ở thành phố Nam Định.
Tiểu thuyết Nổi trống triều Trần của tác giả Trần Bảy có tình tiết Văn Túc vương Trần Đạo Tái theo cha đánh giặc Nguyên.